# 思惑
思惑，佛教术语，意指我執及我所執的煩惱，亦即對五蘊、五欲的貪愛，對禪定、神通境界的貪愛，對鬼神境界的貪愛，此皆屬思惑煩惱，與見惑合稱為見思惑、或煩惱障。

## 简述
- 是修道時所要斷除的煩惱，所以又作修所斷煩惱。

其中包括三种：
- 俱生思惑，该惑与形俱生；
- 依见思惑，该惑随见惑而生起，系由邪师、邪教、邪思惟等诱导所生；
- 三界繫思惑，即三界九地的思惑，即八十一品思惑[2]。

## 表格 - 八十一品思惑
| 三界   | 九地         | 貪 | 瞋 | 痴 | 慢 |          |
| ------ | ------------ | -- | -- | -- | -- | -------- |
| 無色界 | 非想非非想地 | 有 | -  | 有 | 有 | 各有九品 |
| 無色界 | 無所有處地   | 有 | -  | 有 | 有 | 各有九品 |
| 無色界 | 識無邊處地   | 有 | -  | 有 | 有 | 各有九品 |
| 無色界 | 空無邊處地   | 有 | -  | 有 | 有 | 各有九品 |
| 色界   | 舍念清淨地   | 有 | -  | 有 | 有 | 各有九品 |
| 色界   | 離喜妙樂地   | 有 | -  | 有 | 有 | 各有九品 |
| 色界   | 定生喜樂地   | 有 | -  | 有 | 有 | 各有九品 |
| 色界   | 離生喜樂地   | 有 | -  | 有 | 有 | 各有九品 |
| 欲界   | 五趣雜聚地   | 有 | 有 | 有 | 有 | 各有九品 |